# Yezocythere
Yezocythere is een geslacht van uitgestorven kreeftachtigen uit de klasse van de Ostracoda (mosselkreeftjes).

## Soorten
- Yezocythere hayashii Hanai & Ikeya, 1991 †
- Yezocythere takaokai Tanaka in Tanaka & Hasegawa, 2013 †